# Heaven Is for Real (filme)
Heaven Is for Real (prt: O Céu Existe Mesmo; bra: O Céu É de Verdade) é um filme de drama estado-unidense realizado por Randall Wallace e escrito por Christopher Parker, foi baseado no livro homónimo de Pastor Todd Burpo e Lynn Vincent. O filme protagonizou Greg Kinnear, Kelly Reilly, Jacob Vargas, e Nancy Sorel. A banda sonora incluiu a canção "Heaven in Me" de Darlene Zschech.
O filme foi lançado nos Estados Unidos em 16 de abril de 2014. Em Portugal foi lançado a 1 de maio, e no Brasil a 3 de julho de 2014.

## Elenco
- Greg Kinnear como Todd Burpo[6]
- Kelly Reilly como Sonja Burpo[7]
- Connor Corum como Colton Burpo[4]
- Lane Styles como Cassie Burpo
- Margo Martindale como Nancy Rawling
- Thomas Haden Church como Jay Wilkins[4]
- Jacob Vargas como Michael
- Nancy Sorel como doutor Charlotte Slater
- Danso Gordon como Ray
- Darcy Fehr como Lee Watson

## Produção
Em maio de 2011, a Sony Pictures adquiriu os direitos do livro Heaven Is for Real para produzir uma versão cinematográfica. Foi anunciado que Joe Roth estaria a produzir o filme com T. D. Jakes na TriStar Pictures. Em 23 de agosto de 2012, o realizador Randall Wallace assinou um contrato para dirigir o filme.
Em 19 de março 2013, Greg Kinnear estava em negociações para estrelar o filme, e mais tarde ele acabou sendo escalado. Em 15 de abril de 2013, a atriz Kelly Reilly foi escalada.
Em 17 de julho, foi noticiado que Nick Glennie-Smith estava a compor a banda sonora do filme, e que Dean Semler seria o diretor de fotografia.
A filmagem começou na última semana de julho de 2013, em Selkirk, Manitoba.

## Prêmios e indicações
| Lista de prémios e indicações | Lista de prémios e indicações | Lista de prémios e indicações | Lista de prémios e indicações |
| Prémio                        | Categoria                     | Destinatários e nomeados      | Resultado                     |
| ----------------------------- | ----------------------------- | ----------------------------- | ----------------------------- |
| Teen Choice Awards            | Filme de drama favorito       | Heaven Is for Real            | Indicado                      |
| People's Choice Awards        | Filme de drama favorito       | Heaven Is for Real            | Indicado                      |